# Yoko Ono (judoka)
Yoko Ono (en japonés: 大野 陽子, Ono Yoko, 27 de noviembre de 1989) es una deportista japonesa que compite en judo.
Ganó dos medallas en el Campeonato Mundial de Judo, plata en 2021 y bronce en 2018, y tres medallas de oro en el Campeonato Asiático de Judo entre los años 2016 y 2022.

## Palmarés internacional
| Campeonato Mundial  | Campeonato Mundial     | Campeonato Mundial | Campeonato Mundial |
| Año                 | Lugar                  | Medalla            | Categoría          |
| ------------------- | ---------------------- | ------------------ | ------------------ |
| 2018                | Bakú (Azerbaiyán)      | Medalla de bronce  | –70 kg             |
| 2021                | Budapest (Hungría)     | Medalla de plata   | –70 kg             |
| Campeonato Asiático |                        |                    |                    |
| Año                 | Lugar                  | Medalla            | Categoría          |
| 2016                | Taskent (Uzbekistán)   | Medalla de oro     | –70 kg             |
| 2017                | Hong Kong (China)      | Medalla de oro     | –70 kg             |
| 2022                | Nursultán (Kazajistán) | Medalla de oro     | –70 kg             |